# Maria Sofia Federica d'Assia-Kassel
Maria Sofia Federica d'Assia-Kassel (tedesco: Marie Sophie Friederike von Hessen-Kassel) (Hanau, 28 ottobre 1767 – 21 marzo 1852) fu regina consorte di Danimarca e Norvegia.

## Biografia
Maria Sofia Federica era figlia di Carlo d'Assia-Kassel, e di sua moglie, Luisa di Danimarca. I suoi nonni paterni erano Federico II d'Assia-Kassel e la principessa Maria di Gran Bretagna, una figlia di re Giorgio II e di Carolina di Brandeburgo-Ansbach. I suoi nonni materni erano Federico V di Danimarca e di Luisa di Gran Bretagna, un'altra figlia di Giorgio II e di Carolina di Brandeburgo-Ansbach
Quando i suoi nonni paterni si separarono, il padre si trasferì con gli altri fratelli e la madre presso la zia Luisa di Hannover, regina di Danimarca. Pertanto Maria Sofia Federica crebbe in Danimarca ed ebbe molta familiarità con la famiglia reale danese, fatto dovuto anche alla posizione della madre.

## Matrimonio
Il 31 luglio 1790 sposò il cugino, principe ereditario di Danimarca, Federico. Il marito era però già reggente dal 1784, vista la pazzia del padre Cristiano VII. I coniugi vennero incoronati solo alla morte di Cristiano.
A seguito della sconfitta di Napoleone Bonaparte, alleato della Danimarca, quest'ultima perse il dominio sulla Norvegia. Maria Sofia Federica e Federico cessarono di essere reali di Norvegia nel 1814.

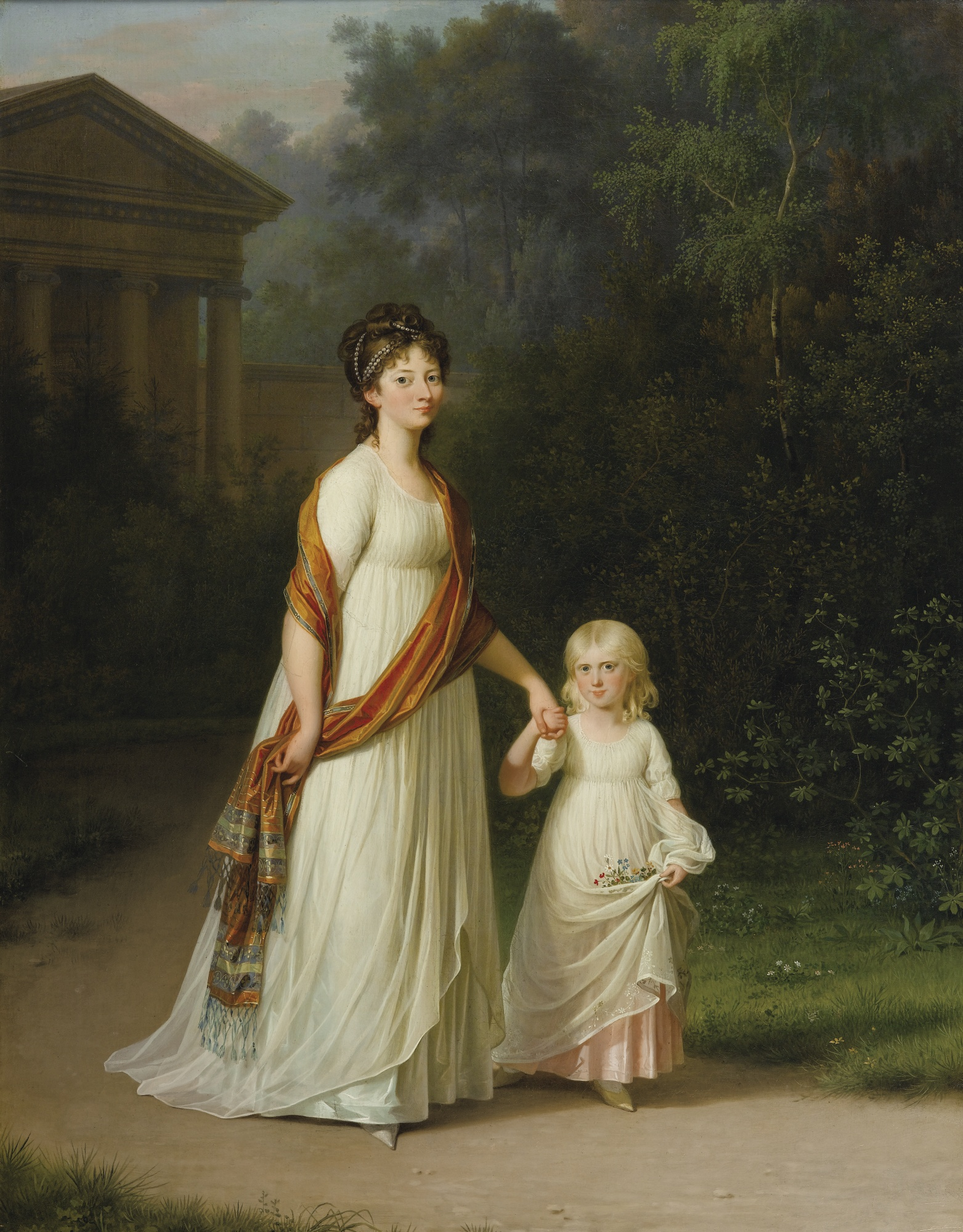
Ritratto di Maria Sofia Federica e sua figlia Carolina.

Maria è stata selezionata da suo cugino, come sua sposa principalmente come un modo per lui di dimostrare la sua indipendenza dalla corte. Il matrimonio è stato accolto con grande entusiasmo da parte del pubblico quando arrivò a Copenaghen, mentre lei era considerata completamente danese e non una straniera.
La coppia ebbe otto figli:
- Cristiano (22 settembre 1791-23 settembre 1791);
- Maria Luisa (19 novembre 1792-12 ottobre 1793);
- Carolina di Danimarca (1793-1881), sposò Ferdinando di Danimarca;
- Luisa (21 agosto 1795-7 dicembre 1795);
- Cristiano (1º settembre 1797-5 settembre 1797);
- Giuliana Luisa (12 febbraio 1802-23 febbraio 1802);
- Frederikke Marie (3 giugno 1805-14 luglio 1805);
- Guglielmina Maria di Danimarca (1808-1891), sposò in prime nozze Federico VII di Danimarca e in seconde nozze Carlo di Schleswig-Holstein-Sonderburg-Glücksburg.

A corte è stata messa in ombra dalla sorella di suo marito, che era la vera First Lady. A causa della necessità di un erede, il suo ultimo parto le provocò una lesione che le impedì ulteriori rapporti sessuali e fu costretta ad accettare l'adulterio del marito con Frederikke Dannemand. Maria Sofia Federica era interessata alla politica e alla genealogia, tanto che scrisse e pubblicò il Exposé de la situation politique du Danemarc (1807-1814).

## Morte
Morì il 21 marzo 1852.

## Ascendenza
|                                     |                           |                                         | Genitori                                 |  |  | Nonni |  |  | Bisnonni                      |  |  | Trisnonni              |  |
|                                     |                           |                                         |                                          |  |  |       |  |  | Guglielmo VIII d'Assia-Kassel |  |  | Carlo I d'Assia-Kassel |  |
|                                     |                           |                                         |                                          |  |  |       |  |  | Guglielmo VIII d'Assia-Kassel |  |  | Carlo I d'Assia-Kassel |  |
|                                     |                           | Amalia di Curlandia                     |                                          |  |  |       |  |  | Guglielmo VIII d'Assia-Kassel |  |  |                        |  |
| Federico II d'Assia-Kassel          |                           |                                         |                                          |  |  |       |  |  | Guglielmo VIII d'Assia-Kassel |  |  |                        |  |
|                                     |                           | Dorotea Guglielmina di Sassonia-Zeitz   | Maurizio Guglielmo di Sassonia-Zeitz     |  |  |       |  |  |                               |  |  |                        |  |
|                                     |                           | Dorotea Guglielmina di Sassonia-Zeitz   | Maurizio Guglielmo di Sassonia-Zeitz     |  |  |       |  |  |                               |  |  |                        |  |
|                                     |                           | Dorotea Guglielmina di Sassonia-Zeitz   | Maria Amalia di Brandeburgo              |  |  |       |  |  |                               |  |  |                        |  |
| Carlo d'Assia-Kassel                |                           | Dorotea Guglielmina di Sassonia-Zeitz   |                                          |  |  |       |  |  |                               |  |  |                        |  |
|                                     |                           | Giorgio II di Gran Bretagna             | Giorgio I di Gran Bretagna               |  |  |       |  |  |                               |  |  |                        |  |
|                                     |                           | Giorgio II di Gran Bretagna             | Giorgio I di Gran Bretagna               |  |  |       |  |  |                               |  |  |                        |  |
|                                     |                           | Giorgio II di Gran Bretagna             | Sofia Dorotea di Celle                   |  |  |       |  |  |                               |  |  |                        |  |
| Maria di Hannover                   |                           | Giorgio II di Gran Bretagna             |                                          |  |  |       |  |  |                               |  |  |                        |  |
|                                     |                           | Carolina di Brandeburgo-Ansbach         | Giovanni Federico di Brandeburgo-Ansbach |  |  |       |  |  |                               |  |  |                        |  |
|                                     |                           | Carolina di Brandeburgo-Ansbach         | Giovanni Federico di Brandeburgo-Ansbach |  |  |       |  |  |                               |  |  |                        |  |
|                                     |                           | Carolina di Brandeburgo-Ansbach         | Eleonora Erdmuthe di Sassonia-Eisenach   |  |  |       |  |  |                               |  |  |                        |  |
| Maria Sofia Federica d'Assia-Kassel |                           | Carolina di Brandeburgo-Ansbach         |                                          |  |  |       |  |  |                               |  |  |                        |  |
|                                     | Cristiano VI di Danimarca | Federico IV di Danimarca                |                                          |  |  |       |  |  |                               |  |  |                        |  |
|                                     | Cristiano VI di Danimarca | Federico IV di Danimarca                |                                          |  |  |       |  |  |                               |  |  |                        |  |
|                                     | Cristiano VI di Danimarca | Luisa di Meclemburgo-Güstrow            |                                          |  |  |       |  |  |                               |  |  |                        |  |
| Federico V di Danimarca             | Cristiano VI di Danimarca |                                         |                                          |  |  |       |  |  |                               |  |  |                        |  |
|                                     |                           | Sofia Maddalena di Brandeburgo-Kulmbach | Cristiano Enrico di Brandeburgo-Kulmbach |  |  |       |  |  |                               |  |  |                        |  |
|                                     |                           | Sofia Maddalena di Brandeburgo-Kulmbach | Cristiano Enrico di Brandeburgo-Kulmbach |  |  |       |  |  |                               |  |  |                        |  |
|                                     |                           | Sofia Maddalena di Brandeburgo-Kulmbach | Sofia Cristiana di Wolfstein             |  |  |       |  |  |                               |  |  |                        |  |
| Luisa di Danimarca                  |                           | Sofia Maddalena di Brandeburgo-Kulmbach |                                          |  |  |       |  |  |                               |  |  |                        |  |
|                                     |                           | Giorgio II di Gran Bretagna             | Giorgio I di Gran Bretagna               |  |  |       |  |  |                               |  |  |                        |  |
|                                     |                           | Giorgio II di Gran Bretagna             | Giorgio I di Gran Bretagna               |  |  |       |  |  |                               |  |  |                        |  |
|                                     |                           | Giorgio II di Gran Bretagna             | Sofia Dorotea di Celle                   |  |  |       |  |  |                               |  |  |                        |  |
| Luisa di Hannover                   |                           | Giorgio II di Gran Bretagna             |                                          |  |  |       |  |  |                               |  |  |                        |  |
|                                     |                           | Carolina di Brandeburgo-Ansbach         | Giovanni Federico di Brandeburgo-Ansbach |  |  |       |  |  |                               |  |  |                        |  |
|                                     |                           | Carolina di Brandeburgo-Ansbach         | Giovanni Federico di Brandeburgo-Ansbach |  |  |       |  |  |                               |  |  |                        |  |
|                                     |                           | Carolina di Brandeburgo-Ansbach         | Eleonora Erdmuthe di Sassonia-Eisenach   |  |  |       |  |  |                               |  |  |                        |  |
|                                     |                           | Carolina di Brandeburgo-Ansbach         |                                          |  |  |       |  |  |                               |  |  |                        |  |